# 제6보병사단 (대한민국)
제6보병사단(第六步兵師團, 6th Infantry Division, 상징명칭: 청성부대)는 1948년 6월 14일에 창설된 대한민국 육군의 보병사단이다.
상징이 청성(靑星, 푸른 별)이기에 흔히 청성부대라고 불린다. 청성부대라는 명칭은 6.25 전쟁 당시 UN군이 사단을 'Blue Star'라는 애칭으로 부른 것에 착안하여 1951년에 사단에서 제정하였다. 경례 구호는 '필승'에서 2017년 4월 1일부로 청성으로 전면 개정되었다. 특히 전군 최초로 전체동기제가 시행된 곳이기도 하다. 휴전선 중부지역에 주둔하며, GOP연대 2개(2, 7)와 예비연대(19)와 포병연대 및 직할대로 구성되어 있고, 대한민국 국군에 소속된 사단 중 유일하게 6.25 전쟁 이전의 부대 편제를 그대로 유지하고 있다.

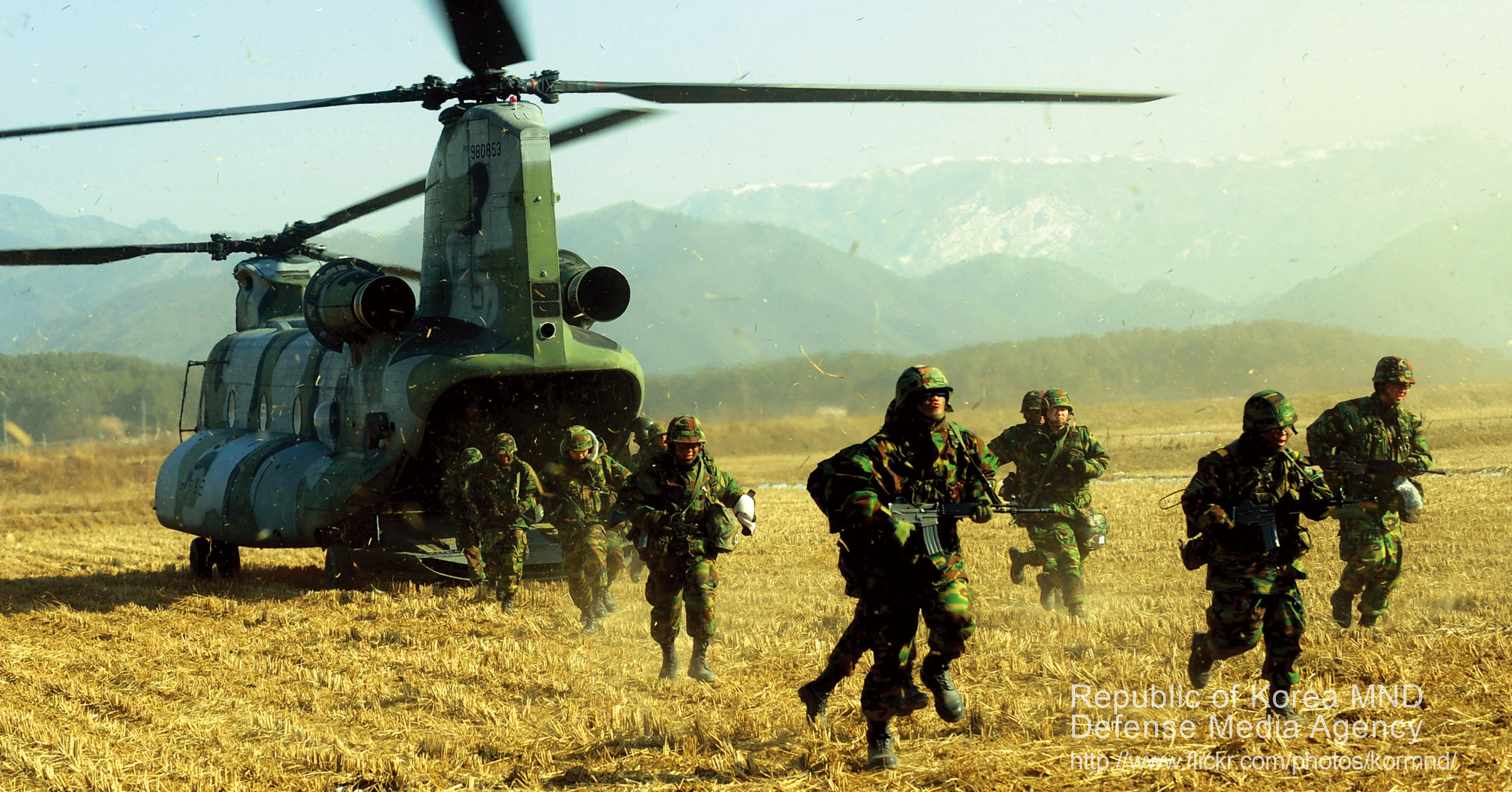
CH-47 치누크 헬기를 이용하여 적지 종심 침투 훈련을 펼치고 있는 제6보병사단 장병들

## 부대 연혁
제6보병사단은 1948년 4월 29일 국방부 일반명령(육) 제15호에 의거, 당시 경기도였던 수색리(지금의 서울특별시 은평구 수색동 일대)에서 조선경비대 제4여단으로 최초 창설하였다. 6월 14일 제4여단이 충청북도 충주시로 이동하였다. 11월 20일에 제6여단으로 개칭되었으며, 이듬해인 1949년 5월 12일 육본일반명령에 의거, 사단으로 승격되었다.
사단으로 승격되자마자 강원도 원주시로 이동하였다가 6.25 전쟁 직전에 당시 남북 분단선으로 춘천지역을 지나는 38도선을 지키게 되었다. 전쟁이 발발하자 춘천 방어전투, 용문산 전투 등 전쟁기간 동안 154여 회의 대·소 전투에 참가하여 적 92,669명을 사살하고 6,437명을 생포하는 등의 혁혁한 전공을 세우게 된다. 대다수의 남한 국군 사단들이 6.25 전쟁 초기에 북한군의 대대적인 기습 공세에 밀려 엄청난 피해를 입어 후방으로 후퇴하면서 몇번씩의 재편과정으로 초기편제가 없어지는 등의 일을 겪었으나, 이 6사단 만큼은 춘천방어에 성공하다가 서울 지역이 함락되고 나서야 전선유지를 위하여 명령에 의한 어쩔 수 없는 전술상 후퇴를 하게 되었기에 6.25 전쟁 이전에 편성된 부대 가운데 유일하게 현재까지도 초창기 편제를 유지해온 유일한 부대로서 긍지가 높다. 또한, 서울 수복 이후 북진하여 당시 대통령이던 이승만 대통령에게 치열한 격전지였던 압록강 물을 떠서 헌수한 것은 이 부대의 자랑거리이기도 하다.
휴전 이후에는 1957년 3월부터 1963년 8월까지 강원도 화천군, 경기도 포천시로 이동하여 주둔하였고 1966년 현재 위치로 이동하여 155마일 휴전선 중부지역의 경계를 담당하고 있으며, 제2땅굴 발견 등 약 30여 회의 대간첩작전을 통해 적 17명을 사살하고, 1명을 생포하는 등 전공을 올리고 있다.
2020년 12월부터 연대급 부대가 여단으로 승격되었다.

## 편성
- 제2보병여단 (용문산) - GOP경계
  - 본부대, 수색중대(황룡), 포병대[4], 통신중대, 의무중대
  - 재1대대 (흑룡)
  - 제2대대 (백호)
  - 제3대대 (용호)
  - 군수지원대대 : 예전 수송대
- 제7보병여단 (초산) - GOP경계
  - 본부대, 수색중대(흑표), 포병대, 통신중대, 의무중대, 수송대
  - 제1대대 (초산진격)
  - 제2대대 (음성무극전승)
  - 제3대대 (개천돌진)
  - 군수지원대대 : 예전 수송대
- 제19보병여단 (육탄독수리)
  - 본부대, 수색중대(독수리), 포병대, 통신중대, 의무중대, 수송대
  - 제1대대 (진격)
  - 제2대대 (돌격)
  - 제3대대 (신병교육)
  - 군수지원대대 : 예전 수송대
- 포병여단
  - 본부포대
  - 제27포병대대
  - 제76포병대대
  - 제77포병대대
  - 제88포병대대
- 직할대
  - 공병대대
  - 정비대대
  - 보급수송대대
  - 수색대대
  - 의무근무대
  - 정보통신대대
  - 전차대대 (과거 맹호부대에서 전차와 대원을 편입을 하여 전차대대를 창설함)
  - 군사경찰대대
  - 화생방지원대
  - 토우중대
  - 방공중대
  - 보충중대
  - 본부대
  - 신병교육대대 (과거에는 제19연대 3대대가 신병교육대로 운영되었으며, 현재는 직할대로 변경되었음)

## 드라마 촬영 협조
- 1996년 KBS 신고합니다 - 드라마 촬영시즌에 부대에 큰 장마피해를 입었는데 부대복구 보다는 드라마 촬영 협조가 우선이었다. 또한 드라마 방영 초기에는 병사에게 드라마 시청을 독려 하였는데 드라마 중간 부분에 극중 타부대 대원에게 굴욕을 당하는 장면과 다방 여종업원을 꾀어 여친인양 면회를 오라고 하여 무단으로 외출 및 외박하는 씬이 있었다. 그 일로 인하여 전대원이 친계 가족이 아니면 외출 외박 금지령이 내려졌고 드라마도 시청 금지령이 내려졌다.
- 2003년 SBS 야인시대

## 같이 보기
- 한반도 비무장 지대

## 참조
1. ↑  http://premium.chosun.com/site/data/html_dir/2015/06/24/2015062402505.html
2. ↑  미국 육군 6사단의 상징은 붉은 별(red star)이다.
3. ↑  6사단은 이 날을 창설일로 기념한다.
4. ↑  예전의 전투지원중대가 2020년 12월에 포병대로 확대 개편되었다.